# HMS Nelson (1925)
HMS Nelson – brytyjski pancernik typu Nelson. Jego bliźniaczym okrętem była jednostka HMS „Rodney”.

## Historia
HMS „Nelson” został zbudowany w stoczni Armstrong Whitworth w Newcastle. Wodowanie okrętu miało miejsce 2 września 1925, a oddanie do służby w Royal Navy 10 września 1927. „Nelson” zaczynał swoją karierę w Home Fleet i operował przede wszystkim na Atlantyku.
Po wybuchu II wojny światowej okręt został skierowany w okolice Szetlandów. Pod koniec września 1939 r. uczestniczył w akcji ratowania uszkodzonego brytyjskiego okrętu podwodnego. Na początku października razem z bliźniaczym HMS „Rodney” usiłował przechwycić na Morzu Północnym niemiecki pancernik „Gneisenau”. Miesiąc później znowu poszukiwał tego okrętu, który tym razem operował z okrętem bliźniakiem „Scharnhorstem” i planował wydostać się na Atlantyk, aby paraliżować alianckie szlaki żeglugowe. Niedługo potem HMS „Nelson” wszedł na minę postawioną przez U-31, co wykluczyło go z akcji do sierpnia 1940 r. Po naprawie zdążył jeszcze wziąć udział w kampanii norweskiej (osłaniał lotniskowiec HMS „Furious”). Począwszy od 13 września, razem z bliźniakiem, stacjonował u południowych wybrzeży Anglii na wypadek niemieckiej inwazji. W styczniu 1941 r. znowu szukał duetu „Scharnhorst” – „Gneisenau”. W lipcu 1941 r. razem z HMS „Rodney” operował na Morzu Śródziemnym, ochraniał m.in. konwój na Maltę podczas operacji Halberd. Podczas tej akcji otrzymał 27 września 1941 trafienie włoską torpedą lotniczą zrzuconą z samolotu SM.84. Spowodowało to przerwę w działaniach bojowych do kwietnia 1942 r. W sierpniu 1942 r. ponownie operował z bliźniakiem na Morzu Śródziemnym, osłaniał konwoje na Maltę, a w listopadzie lądowanie aliantów w Afryce Północnej (operacja Torch). W lipcu 1943 r. razem z HMS „Rodney”, HMS „Warspite” i HMS „Valiant” wchodził w skład jednego z ugrupowań, które ubezpieczały desant na Sycylię (operacja Husky). Następnie uczestniczył w ostrzeliwaniu rejonu Reggio i patrolował zatokę Salerno (są to dwa miejsca gdzie wojska alianckie wylądowały na „włoskim bucie”). Na przełomie 1943/44 okręt przechodził mały remont, a w czerwcu 1944 r. ostrzeliwał cele w Normandii. W czasie tego zadania, w drodze do Portsmouth wszedł 18 czerwca 1944 na minę i ponownie musiał być remontowany, tym razem w Filadelfii w USA – remont zakończono w styczniu 1945. Po powrocie do Wielkiej Brytanii w 1945 r. wysłano go na Pacyfik, gdzie brał udział w operacji na Malajach. Do metropolii powrócił w listopadzie.
Po II wojnie światowej, od sierpnia 1946 r. do lutego 1948 r. służył jako okręt szkolny, a następnie jako okręt-cel. Złomowano go w 1949 r.